# Herrera de Pisuerga
Herrera de Pisuerga – gmina w Hiszpanii, w prowincji Palencia, w Kastylii i León, o powierzchni 99,08 km². W 2011 roku gmina liczyła 2292 mieszkańców.